# Claude Guillemin
Claude Jean Guy Guillemin (Parigi, 13 settembre 1923 – Orléans, 2 aprile 1994) è stato un mineralogista francese.

## Biografia
Figlio di André Guillemin e di Jeanne Hacherel, studiò al Lycée Buffon, quindi nel 1947 si diplomò alla Ecole de santé della Marina. 
Successivamente studiò farmacia a Bordeaux e scienze a Bordeaux e Parigi; nel 1951 prese il dottorato in Farmacia e nel 1955 in Scienze.

Dal 1956 fu ingegnere capo al Bureau de Recherches Géologiques et Minières, successivamente (1968-1978) fu Direttore Scientifico e  negli anni 1978-1986 fu Ispettore Generale del BRGM.
Negli anni 1957-1969 fu professore all'Ecole des Mines di Parigi e responsabile della Collezione dell'Ecole des Mines.

Negli anni 1978-1980 fu Vice-Chairman del French Committee for Research and Technology (CSRT), Chairman della Société Francaise de Minéralogie et de Cristallographie, nel 1980 fu Membro Associato alla French Academy of Sciences e nel 1978 Chairman all'International Mineralogical Association (fu uno dei fondatori).
Ha scritto oltre 200 pubblicazioni o libri scientifici e i suoi lavori spaziano dalla mineralogia, cristallografia, analisi strutturale, protezione dell'ambiente, geopolitica ed energia geotermica (oltre ad altri settori).
In suo onore gli venne intitolata la specie minerale Guilleminite.